# Cap Williams
Le cap Williams est un cap de la Terre Victoria, en Antarctique.
Il est l'extrémité de la péninsule Buell (en) du côté est du glacier Lillie. Il délimite la côte de Pennell et la côte de Oates.
Il a été découvert en février 1911 lorsque le navire Terra Nova de l'expédition Terra Nova (1910 à 1913) a exploré la zone. Il est nommé en l'honneur de William Williams, chef de la salle des machines du Terra Nova.